# Capra
Pour les articles homonymes, voir Capra (homonymie).
Pour l’article ayant un titre homophone, voir Kapra.
Genre
Synonymes
- Aegoceros Pallas, 1811[1]
- Eucapra Camerano, 1916[1]
- Euibex Camerano, 1916[1]
- Hircus Brisson, 1762[1]
- Ibex Pallas, 1776[1]
- Turus Hilzheimer, 1916[1]

Capra est le genre qui réunit les chèvres et bouquetins, mammifères herbivores et ruminants, appartenant à la famille des bovidés, sous-famille des caprinés ou Caprinae.
Les chèvres sauvages sont réparties en Europe, en Afrique et en Asie. Les variétés domestiquées (à partir de l'espèce sauvage Capra aegagrus) sont présentes sur tous les continents, sauf l'Antarctique.

## Classification
Liste des espèces actuelles selon Catalogue of Life (31 mai 2019), ITIS (31 mai 2019) et Mammal Species of the World (version 3, 2005)  (31 mai 2019):
- Capra caucasica Güldenstädt & Pallas, 1783 — Chèvre du Caucase
- Capra falconeri  (Wagner, 1839) — Chèvre du Cachemire ou Markhor
- Capra hircus Linnaeus, 1758 — Chèvre sauvage et domestique
- Capra ibex Linnaeus, 1758 — Bouquetin des Alpes
- Capra nubiana F. Cuvier, 1825 — Bouquetin de Nubie
- Capra pyrenaica Schinz, 1838 — Bouquetin ibérique comprenant la sous-espèce disparue du Bouquetin des Pyrénées
- Capra sibirica (Pallas, 1776) — Yanghir
- Capra walie Rüppell, 1835 — Bouquetin d'Abyssinie ou Bouquetin d'Éthiopie

Listes des espèces actuelles et disparues, selon BioLib (31 mai 2019) :
- Capra aegagrus Erxleben, 1777
- Capra alba Moyà Solà, 1987 †
- Capra baetica Arribas & Garrido, 2008 †
- Capra caucasica Güldenstaedt & Pallas, 1783
- Capra cylindricornis (Blyth, 1841)
- Capra dalii Bukhsianidze & Vekua, 2006 †
- Capra falconeri (Wagner, 1839)
- Capra ibex Linnaeus, 1758
- Capra nubiana F. C. Cuvier, 1825
- Capra primaeva Arambourg, 1979 †
- Capra primigenia Gervais, 1864 †
- Capra prisca Adametz & Lubicz-Niezabitowski, 1914 †
- Capra pyrenaica Schinz, 1838
- Capra sibirica (Pallas, 1776)
- Capra walie Rüpell, 1835
- Capra wodaramoya Bibi, Vrba & Fack, 2012 †

### Liens externes

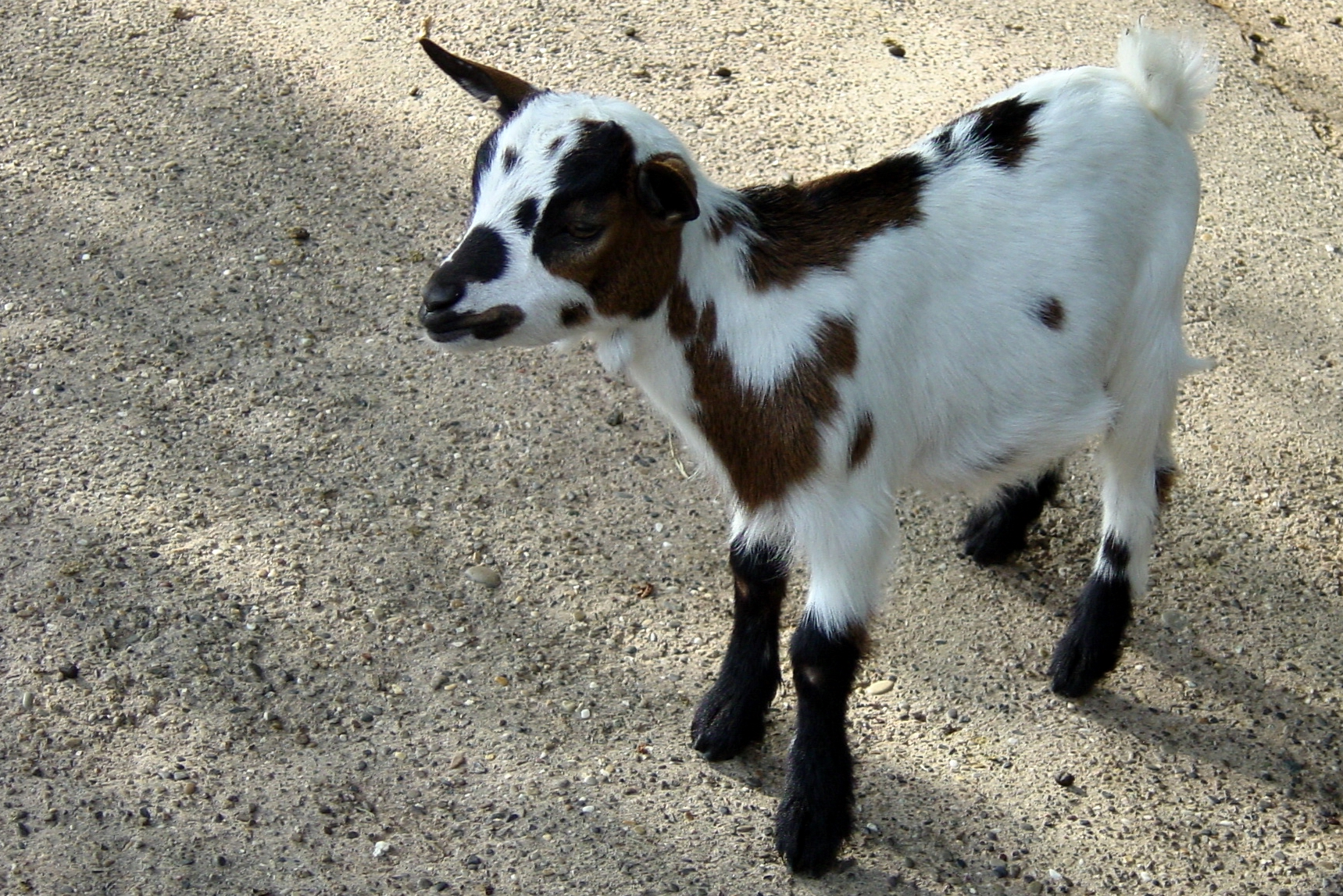
Chevreau domestique